# Beckerich
Beckerich (lb. Biekerech) − miejscowość i gmina (gemeng / commune / Gemeinde) w zachodnim Luksemburgu, w kantonie Redange. Do 3 października 2015 gmina leżała w dystrykcie Diekirch. Siedziba administracyjna gminy znajduje się w miejscowości Beckerich. Liczy 2866 mieszkańców (1 stycznia 2023). Graniczy z Belgią.

## Podział administracyjny
Do gminy należy jedenaście miejscowości, w tym osiem (Uertschaft) oraz trzy lieu-dit:
1. Beckerich (Biekerech)
2. Diggel, lieu-dit
3. Elvange (Ielwen / Elvingen)
4. Ferme de Leitrange (Läitrenger Haff), lieu-dit
5. Hovelange (Huewel / Hovelingen)
6. Hovelange-Halte (Hueweler Halt), lieu-dit
7. Huttange (Hitten / Hüttingen)
8. Levelange (Liewel / Levelingen)
9. Noerdange (Näerden / Nördingen)
10. Oberpallen (Uewerpallen)
11. Schweich (Schweech)